# Lista di asteroidi (364001-365000)
Di seguito una lista di asteroidi dal numero 364001 al 365000 con data di scoperta e scopritore.

## 364001-364100
| Nome     | Designazione provvisoria | Data di scoperta | Scopritore        |
| -------- | ------------------------ | ---------------- | ----------------- |
| 364001 - | 2005 UO407               | 30 ottobre 2005  | Mt. Lemmon Survey |
| 364002 - | 2005 UQ434               | 29 ottobre 2005  | Mt. Lemmon Survey |
| 364003 - | 2005 UQ446               | 29 ottobre 2005  | CSS               |
| 364004 - | 2005 UH450               | 31 ottobre 2005  | Spacewatch        |
| 364005 - | 2005 UC460               | 28 ottobre 2005  | Mt. Lemmon Survey |
| 364006 - | 2005 UR472               | 26 ottobre 2005  | Spacewatch        |
| 364007 - | 2005 UE489               | 23 ottobre 2005  | CSS               |
| 364008 - | 2005 UC492               | 24 ottobre 2005  | NEAT              |
| 364009 - | 2005 UD495               | 26 ottobre 2005  | LINEAR            |
| 364010 - | 2005 UE508               | 22 ottobre 2005  | Spacewatch        |
| 364011 - | 2005 UZ509               | 23 ottobre 2005  | NEAT              |
| 364012 - | 2005 UR517               | 25 ottobre 2005  | Becker, A. C.     |
| 364013 - | 2005 UP523               | 27 ottobre 2005  | Becker, A. C.     |
| 364014 - | 2005 UQ525               | 25 ottobre 2005  | Mt. Lemmon Survey |
| 364015 - | 2005 VD1                 | 3 novembre 2005  | LINEAR            |
| 364016 - | 2005 VY6                 | 25 ottobre 2005  | Mt. Lemmon Survey |
| 364017 - | 2005 VU9                 | 2 novembre 2005  | LINEAR            |
| 364018 - | 2005 VA17                | 3 novembre 2005  | LINEAR            |
| 364019 - | 2005 VJ29                | 4 novembre 2005  | Mt. Lemmon Survey |
| 364020 - | 2005 VF34                | 2 novembre 2005  | Mt. Lemmon Survey |
| 364021 - | 2005 VJ37                | 3 novembre 2005  | CSS               |
| 364022 - | 2005 VD59                | 28 ottobre 2005  | CSS               |
| 364023 - | 2005 VS75                | 2 novembre 2005  | LINEAR            |
| 364024 - | 2005 VB77                | 4 novembre 2005  | CSS               |
| 364025 - | 2005 VT116               | 11 novembre 2005 | Spacewatch        |
| 364026 - | 2005 VU125               | 1º novembre 2005 | Becker, A. C.     |
| 364027 - | 2005 VC126               | 1º novembre 2005 | Becker, A. C.     |
| 364028 - | 2005 VB128               | 1º novembre 2005 | Becker, A. C.     |
| 364029 - | 2005 VA132               | 1º novembre 2005 | Becker, A. C.     |
| 364030 - | 2005 WX9                 | 1º novembre 2005 | Mt. Lemmon Survey |
| 364031 - | 2005 WZ10                | 22 novembre 2005 | Spacewatch        |
| 364032 - | 2005 WY16                | 29 ottobre 2005  | Mt. Lemmon Survey |
| 364033 - | 2005 WJ33                | 21 novembre 2005 | Spacewatch        |
| 364034 - | 2005 WD35                | 22 novembre 2005 | Spacewatch        |
| 364035 - | 2005 WD40                | 25 novembre 2005 | Mt. Lemmon Survey |
| 364036 - | 2005 WD46                | 22 novembre 2005 | Spacewatch        |
| 364037 - | 2005 WT48                | 25 novembre 2005 | Spacewatch        |
| 364038 - | 2005 WA49                | 25 novembre 2005 | Spacewatch        |
| 364039 - | 2005 WK59                | 26 novembre 2005 | Mt. Lemmon Survey |
| 364040 - | 2005 WX65                | 22 novembre 2005 | Spacewatch        |
| 364041 - | 2005 WU66                | 22 novembre 2005 | Spacewatch        |
| 364042 - | 2005 WP74                | 1º ottobre 2005  | CSS               |
| 364043 - | 2005 WN86                | 28 novembre 2005 | Mt. Lemmon Survey |
| 364044 - | 2005 WK87                | 28 novembre 2005 | Mt. Lemmon Survey |
| 364045 - | 2005 WH95                | 26 novembre 2005 | Spacewatch        |
| 364046 - | 2005 WV96                | 26 novembre 2005 | Spacewatch        |
| 364047 - | 2005 WJ103               | 26 novembre 2005 | CSS               |
| 364048 - | 2005 WX110               | 30 novembre 2005 | Spacewatch        |
| 364049 - | 2005 WE117               | 29 novembre 2005 | LINEAR            |
| 364050 - | 2005 WG135               | 25 novembre 2005 | Mt. Lemmon Survey |
| 364051 - | 2005 WH141               | 28 novembre 2005 | Mt. Lemmon Survey |
| 364052 - | 2005 WY143               | 30 novembre 2005 | Spacewatch        |
| 364053 - | 2005 WO145               | 25 novembre 2005 | Spacewatch        |
| 364054 - | 2005 WM147               | 25 novembre 2005 | CSS               |
| 364055 - | 2005 WK152               | 6 novembre 2005  | Spacewatch        |
| 364056 - | 2005 WR152               | 29 novembre 2005 | Spacewatch        |
| 364057 - | 2005 WC162               | 28 novembre 2005 | Mt. Lemmon Survey |
| 364058 - | 2005 WY184               | 29 novembre 2005 | LINEAR            |
| 364059 - | 2005 WZ186               | 6 novembre 2005  | Mt. Lemmon Survey |
| 364060 - | 2005 XS21                | 2 dicembre 2005  | LINEAR            |
| 364061 - | 2005 XA26                | 4 dicembre 2005  | Mt. Lemmon Survey |
| 364062 - | 2005 XY26                | 4 dicembre 2005  | Spacewatch        |
| 364063 - | 2005 XZ29                | 1º dicembre 2005 | Spacewatch        |
| 364064 - | 2005 XQ53                | 4 dicembre 2005  | Spacewatch        |
| 364065 - | 2005 XZ61                | 5 dicembre 2005  | LINEAR            |
| 364066 - | 2005 XM63                | 29 novembre 2005 | Spacewatch        |
| 364067 - | 2005 XK66                | 6 dicembre 2005  | LINEAR            |
| 364068 - | 2005 XW74                | 6 dicembre 2005  | Spacewatch        |
| 364069 - | 2005 XR91                | 2 dicembre 2005  | Spacewatch        |
| 364070 - | 2005 XX107               | 1º dicembre 2005 | Buie, M. W.       |
| 364071 - | 2005 YX1                 | 21 dicembre 2005 | CSS               |
| 364072 - | 2005 YZ14                | 22 dicembre 2005 | Spacewatch        |
| 364073 - | 2005 YZ20                | 24 dicembre 2005 | Spacewatch        |
| 364074 - | 2005 YL24                | 24 dicembre 2005 | Spacewatch        |
| 364075 - | 2005 YL32                | 22 dicembre 2005 | Spacewatch        |
| 364076 - | 2005 YX42                | 24 dicembre 2005 | Spacewatch        |
| 364077 - | 2005 YX48                | 22 dicembre 2005 | Spacewatch        |
| 364078 - | 2005 YQ50                | 25 dicembre 2005 | Spacewatch        |
| 364079 - | 2005 YZ50                | 25 dicembre 2005 | Mt. Lemmon Survey |
| 364080 - | 2005 YP54                | 25 dicembre 2005 | Mt. Lemmon Survey |
| 364081 - | 2005 YR54                | 25 dicembre 2005 | Spacewatch        |
| 364082 - | 2005 YL64                | 1º ottobre 2005  | Mt. Lemmon Survey |
| 364083 - | 2005 YL69                | 26 dicembre 2005 | Spacewatch        |
| 364084 - | 2005 YZ80                | 24 dicembre 2005 | Spacewatch        |
| 364085 - | 2005 YL85                | 25 dicembre 2005 | Mt. Lemmon Survey |
| 364086 - | 2005 YP89                | 26 dicembre 2005 | Mt. Lemmon Survey |
| 364087 - | 2005 YU94                | 12 novembre 2005 | Spacewatch        |
| 364088 - | 2005 YS124               | 26 dicembre 2005 | Spacewatch        |
| 364089 - | 2005 YT124               | 26 dicembre 2005 | Spacewatch        |
| 364090 - | 2005 YN125               | 5 dicembre 2005  | Mt. Lemmon Survey |
| 364091 - | 2005 YO127               | 24 dicembre 2005 | LINEAR            |
| 364092 - | 2005 YK132               | 25 dicembre 2005 | Mt. Lemmon Survey |
| 364093 - | 2005 YF140               | 28 dicembre 2005 | Mt. Lemmon Survey |
| 364094 - | 2005 YL150               | 25 dicembre 2005 | Spacewatch        |
| 364095 - | 2005 YT150               | 30 ottobre 2005  | Mt. Lemmon Survey |
| 364096 - | 2005 YB151               | 25 dicembre 2005 | Spacewatch        |
| 364097 - | 2005 YF164               | 29 dicembre 2005 | Spacewatch        |
| 364098 - | 2005 YG170               | 27 dicembre 2005 | Spacewatch        |
| 364099 - | 2005 YH175               | 27 ottobre 2005  | Mt. Lemmon Survey |
| 364100 - | 2005 YH203               | 25 dicembre 2005 | Spacewatch        |

## 364101-364200
| Nome            | Designazione provvisoria | Data di scoperta | Scopritore            |
| --------------- | ------------------------ | ---------------- | --------------------- |
| 364101 -        | 2005 YL214               | 30 novembre 2005 | Spacewatch            |
| 364102 -        | 2005 YJ234               | 2 dicembre 2005  | Mt. Lemmon Survey     |
| 364103 -        | 2005 YY248               | 4 dicembre 2005  | Spacewatch            |
| 364104 -        | 2005 YA251               | 28 dicembre 2005 | Spacewatch            |
| 364105 -        | 2005 YJ270               | 6 novembre 2005  | Spacewatch            |
| 364106 -        | 2005 YU270               | 28 dicembre 2005 | Mt. Lemmon Survey     |
| 364107 -        | 2005 YS278               | 25 dicembre 2005 | Mt. Lemmon Survey     |
| 364108 -        | 2005 YA285               | 28 dicembre 2005 | Spacewatch            |
| 364109 -        | 2006 AC1                 | 2 gennaio 2006   | Mt. Lemmon Survey     |
| 364110 -        | 2006 AR5                 | 2 gennaio 2006   | CSS                   |
| 364111 -        | 2006 AY15                | 4 gennaio 2006   | Spacewatch            |
| 364112 -        | 2006 AU18                | 5 gennaio 2006   | Spacewatch            |
| 364113 -        | 2006 AP28                | 30 novembre 2005 | Mt. Lemmon Survey     |
| 364114 -        | 2006 AS38                | 25 dicembre 2005 | Spacewatch            |
| 364115 -        | 2006 AX38                | 22 dicembre 2005 | Spacewatch            |
| 364116 -        | 2006 AB52                | 5 gennaio 2006   | Spacewatch            |
| 364117 -        | 2006 AS57                | 8 gennaio 2006   | CSS                   |
| 364118 -        | 2006 AV61                | 5 gennaio 2006   | Spacewatch            |
| 364119 -        | 2006 AR86                | 5 gennaio 2006   | LINEAR                |
| 364120 -        | 2006 AM91                | 7 gennaio 2006   | Spacewatch            |
| 364121 -        | 2006 AF104               | 5 gennaio 2006   | Mt. Lemmon Survey     |
| 364122 -        | 2006 AY104               | 6 gennaio 2006   | Spacewatch            |
| 364123 -        | 2006 BM68                | 23 gennaio 2006  | Spacewatch            |
| 364124 -        | 2006 BY78                | 23 gennaio 2006  | Mt. Lemmon Survey     |
| 364125 -        | 2006 BM84                | 25 gennaio 2006  | Spacewatch            |
| 364126 -        | 2006 BH93                | 26 gennaio 2006  | Spacewatch            |
| 364127 -        | 2006 BK142               | 26 gennaio 2006  | Spacewatch            |
| 364128 -        | 2006 BT182               | 27 gennaio 2006  | Mt. Lemmon Survey     |
| 364129 -        | 2006 BA188               | 28 gennaio 2006  | Spacewatch            |
| 364130 -        | 2006 BH205               | 31 gennaio 2006  | Spacewatch            |
| 364131 -        | 2006 BO230               | 31 gennaio 2006  | Spacewatch            |
| 364132 -        | 2006 BN231               | 31 gennaio 2006  | Spacewatch            |
| 364133 -        | 2006 BG238               | 23 gennaio 2006  | Spacewatch            |
| 364134 -        | 2006 BQ239               | 7 gennaio 2006   | Mt. Lemmon Survey     |
| 364135 -        | 2006 BL280               | 27 gennaio 2006  | Mt. Lemmon Survey     |
| 364136 -        | 2006 CJ                  | 1º febbraio 2006 | Siding Spring Survey  |
| 364137 -        | 2006 CM4                 | 1º febbraio 2006 | Mt. Lemmon Survey     |
| 364138 -        | 2006 CF14                | 23 gennaio 2006  | Mt. Lemmon Survey     |
| 364139 -        | 2006 CC68                | 1º febbraio 2006 | Mt. Lemmon Survey     |
| 364140 -        | 2006 DM11                | 21 febbraio 2006 | CSS                   |
| 364141 -        | 2006 DC42                | 24 febbraio 2006 | CSS                   |
| 364142 -        | 2006 DN62                | 25 febbraio 2006 | LINEAR                |
| 364143 -        | 2006 DE135               | 25 febbraio 2006 | Mt. Lemmon Survey     |
| 364144 -        | 2006 DN135               | 25 febbraio 2006 | Mt. Lemmon Survey     |
| 364145 -        | 2006 DX142               | 25 febbraio 2006 | Spacewatch            |
| 364146 -        | 2006 DW210               | 20 febbraio 2006 | Spacewatch            |
| 364147 -        | 2006 FD12                | 23 marzo 2006    | Spacewatch            |
| 364148 -        | 2006 FA13                | 23 marzo 2006    | Spacewatch            |
| 364149 -        | 2006 FT36                | 22 marzo 2006    | CSS                   |
| 364150 -        | 2006 FK49                | 25 marzo 2006    | CSS                   |
| 364151 -        | 2006 FD53                | 24 marzo 2006    | Mt. Lemmon Survey     |
| 364152 -        | 2006 GW9                 | 2 aprile 2006    | Spacewatch            |
| 364153 -        | 2006 GX40                | 7 aprile 2006    | CSS                   |
| 364154 -        | 2006 GE52                | 28 dicembre 2005 | Spacewatch            |
| 364155 -        | 2006 GA55                | 8 aprile 2006    | Spacewatch            |
| 364156 -        | 2006 HJ13                | 19 aprile 2006   | Spacewatch            |
| 364157 -        | 2006 HQ27                | 20 aprile 2006   | Spacewatch            |
| 364158 -        | 2006 HE40                | 21 aprile 2006   | Spacewatch            |
| 364159 -        | 2006 HS47                | 24 aprile 2006   | Spacewatch            |
| 364160 -        | 2006 HZ50                | 26 aprile 2006   | Christophe, B.        |
| 364161 -        | 2006 HS54                | 21 aprile 2006   | CSS                   |
| 364162 -        | 2006 HF101               | 30 aprile 2006   | Spacewatch            |
| 364163 -        | 2006 HR118               | 30 aprile 2006   | Spacewatch            |
| 364164 -        | 2006 HE120               | 30 aprile 2006   | Spacewatch            |
| 364165 -        | 2006 HO127               | 28 aprile 2006   | Buie, M. W.           |
| 364166 Trebek   | 2006 JB                  | 1º maggio 2006   | Young, J. W.          |
| 364167 -        | 2006 JQ3                 | 2 maggio 2006    | Spacewatch            |
| 364168 -        | 2006 JX14                | 1º maggio 2006   | Spacewatch            |
| 364169 -        | 2006 JA38                | 5 maggio 2006    | Spacewatch            |
| 364170 -        | 2006 JZ54                | 9 maggio 2006    | Mt. Lemmon Survey     |
| 364171 -        | 2006 JZ81                | 1º maggio 2006   | Mauna Kea             |
| 364172 -        | 2006 KU16                | 21 maggio 2006   | CSS                   |
| 364173 -        | 2006 KT25                | 19 maggio 2006   | Mt. Lemmon Survey     |
| 364174 -        | 2006 KV47                | 21 maggio 2006   | Spacewatch            |
| 364175 -        | 2006 KV49                | 21 maggio 2006   | Spacewatch            |
| 364176 -        | 2006 KG62                | 22 maggio 2006   | Spacewatch            |
| 364177 -        | 2006 KX89                | 21 maggio 2006   | Mt. Lemmon Survey     |
| 364178 -        | 2006 KB92                | 25 maggio 2006   | Spacewatch            |
| 364179 -        | 2006 KU138               | 25 maggio 2006   | Wiegert, P. A.        |
| 364180 -        | 2006 OA8                 | 20 luglio 2006   | NEAT                  |
| 364181 -        | 2006 OJ14                | 21 luglio 2006   | Mt. Lemmon Survey     |
| 364182 -        | 2006 OF21                | 21 luglio 2006   | Mt. Lemmon Survey     |
| 364183 -        | 2006 PJ2                 | 3 giugno 2006    | Mt. Lemmon Survey     |
| 364184 -        | 2006 PH7                 | 12 agosto 2006   | NEAT                  |
| 364185 -        | 2006 PF8                 | 13 agosto 2006   | NEAT                  |
| 364186 -        | 2006 PH8                 | 3 giugno 2006    | Mt. Lemmon Survey     |
| 364187 -        | 2006 PU10                | 13 agosto 2006   | NEAT                  |
| 364188 -        | 2006 PC26                | 10 marzo 2005    | Mt. Lemmon Survey     |
| 364189 -        | 2006 PP27                | 13 agosto 2006   | Siding Spring Survey  |
| 364190 -        | 2006 PJ36                | 12 agosto 2006   | NEAT                  |
| 364191 -        | 2006 PU43                | 13 agosto 2006   | NEAT                  |
| 364192 Qianruhu | 2006 QR1                 | 16 agosto 2006   | Lin, C.-S., Ye, Q.-z. |
| 364193 -        | 2006 QA3                 | 17 agosto 2006   | NEAT                  |
| 364194 -        | 2006 QD3                 | 17 agosto 2006   | NEAT                  |
| 364195 -        | 2006 QD12                | 16 agosto 2006   | Siding Spring Survey  |
| 364196 -        | 2006 QE19                | 17 agosto 2006   | NEAT                  |
| 364197 -        | 2006 QD21                | 20 luglio 2006   | NEAT                  |
| 364198 -        | 2006 QN43                | 18 agosto 2006   | Spacewatch            |
| 364199 -        | 2006 QC47                | 20 agosto 2006   | NEAT                  |
| 364200 -        | 2006 QZ58                | 19 agosto 2006   | LONEOS                |

## 364201-364300
| Nome                | Designazione provvisoria | Data di scoperta  | Scopritore        |
| ------------------- | ------------------------ | ----------------- | ----------------- |
| 364201 -            | 2006 QG76                | 21 agosto 2006    | Spacewatch        |
| 364202 -            | 2006 QA81                | 24 agosto 2006    | NEAT              |
| 364203 -            | 2006 QO96                | 16 agosto 2006    | NEAT              |
| 364204 -            | 2006 QR100               | 25 agosto 2006    | LINEAR            |
| 364205 -            | 2006 QQ104               | 28 agosto 2006    | CSS               |
| 364206 -            | 2006 QC114               | 27 agosto 2006    | LONEOS            |
| 364207 -            | 2006 QC115               | 27 agosto 2006    | LONEOS            |
| 364208 -            | 2006 QS116               | 27 agosto 2006    | LONEOS            |
| 364209 -            | 2006 QW119               | 28 agosto 2006    | CSS               |
| 364210 -            | 2006 QB160               | 19 agosto 2006    | Spacewatch        |
| 364211 -            | 2006 QO162               | 21 agosto 2006    | Spacewatch        |
| 364212 -            | 2006 QO163               | 29 agosto 2006    | Spacewatch        |
| 364213 -            | 2006 QQ166               | 29 agosto 2006    | LONEOS            |
| 364214 -            | 2006 RA6                 | 14 settembre 2006 | Spacewatch        |
| 364215 -            | 2006 RQ17                | 14 settembre 2006 | CSS               |
| 364216 -            | 2006 RP36                | 14 settembre 2006 | CSS               |
| 364217 -            | 2006 RU43                | 14 settembre 2006 | Spacewatch        |
| 364218 -            | 2006 RV43                | 14 settembre 2006 | Spacewatch        |
| 364219 -            | 2006 RX46                | 14 settembre 2006 | Spacewatch        |
| 364220 -            | 2006 RQ50                | 14 settembre 2006 | Spacewatch        |
| 364221 -            | 2006 RX54                | 14 settembre 2006 | Spacewatch        |
| 364222 -            | 2006 RO56                | 14 settembre 2006 | Spacewatch        |
| 364223 -            | 2006 RC73                | 15 settembre 2006 | Spacewatch        |
| 364224 -            | 2006 RT94                | 11 aprile 2005    | Spacewatch        |
| 364225 -            | 2006 SC29                | 17 settembre 2006 | Spacewatch        |
| 364226 -            | 2006 SQ31                | 24 agosto 2006    | NEAT              |
| 364227 -            | 2006 SX43                | 17 settembre 2006 | CSS               |
| 364228 -            | 2006 SQ61                | 16 settembre 2006 | CSS               |
| 364229 -            | 2006 SY63                | 21 settembre 2006 | LONEOS            |
| 364230 -            | 2006 SN73                | 19 settembre 2006 | Spacewatch        |
| 364231 -            | 2006 SX74                | 19 settembre 2006 | Spacewatch        |
| 364232 -            | 2006 SW103               | 19 settembre 2006 | Spacewatch        |
| 364233 -            | 2006 SQ119               | 18 settembre 2006 | CSS               |
| 364234 -            | 2006 SO147               | 19 settembre 2006 | Spacewatch        |
| 364235 -            | 2006 SW149               | 19 settembre 2006 | Spacewatch        |
| 364236 -            | 2006 SN150               | 19 settembre 2006 | Spacewatch        |
| 364237 -            | 2006 SE152               | 19 settembre 2006 | Spacewatch        |
| 364238 -            | 2006 SP164               | 14 giugno 2005    | Spacewatch        |
| 364239 -            | 2006 SK185               | 25 settembre 2006 | Spacewatch        |
| 364240 -            | 2006 SJ186               | 25 settembre 2006 | Spacewatch        |
| 364241 -            | 2006 SE189               | 26 settembre 2006 | Spacewatch        |
| 364242 -            | 2006 SX189               | 26 settembre 2006 | Mt. Lemmon Survey |
| 364243 -            | 2006 SK194               | 26 settembre 2006 | Spacewatch        |
| 364244 -            | 2006 ST200               | 24 settembre 2006 | Spacewatch        |
| 364245 -            | 2006 SW203               | 25 settembre 2006 | Spacewatch        |
| 364246 -            | 2006 SD206               | 25 settembre 2006 | Spacewatch        |
| 364247 -            | 2006 SA207               | 25 settembre 2006 | Mt. Lemmon Survey |
| 364248 -            | 2006 SJ230               | 26 settembre 2006 | LINEAR            |
| 364249 -            | 2006 ST248               | 26 settembre 2006 | Spacewatch        |
| 364250 -            | 2006 SW287               | 25 settembre 2006 | CSS               |
| 364251 -            | 2006 SX295               | 25 settembre 2006 | Spacewatch        |
| 364252 -            | 2006 SE316               | 7 marzo 1997      | Spacewatch        |
| 364253 -            | 2006 SF318               | 17 settembre 2006 | Spacewatch        |
| 364254 -            | 2006 SH318               | 27 settembre 2006 | Spacewatch        |
| 364255 -            | 2006 SC327               | 27 settembre 2006 | Spacewatch        |
| 364256 -            | 2006 SW328               | 27 settembre 2006 | Spacewatch        |
| 364257 -            | 2006 SR347               | 28 settembre 2006 | Spacewatch        |
| 364258 -            | 2006 SO351               | 30 settembre 2006 | CSS               |
| 364259 -            | 2006 SE353               | 30 settembre 2006 | CSS               |
| 364260 -            | 2006 SV364               | 30 settembre 2006 | CSS               |
| 364261 -            | 2006 SN365               | 30 settembre 2006 | Mt. Lemmon Survey |
| 364262 -            | 2006 SH386               | 29 settembre 2006 | Becker, A. C.     |
| 364263 -            | 2006 TL1                 | 18 settembre 2006 | CSS               |
| 364264 Martymartina | 2006 TP7                 | 11 ottobre 2006   | San Marcello      |
| 364265 -            | 2006 TU15                | 11 ottobre 2006   | Spacewatch        |
| 364266 -            | 2006 TL22                | 11 ottobre 2006   | Spacewatch        |
| 364267 -            | 2006 TG27                | 12 ottobre 2006   | Spacewatch        |
| 364268 -            | 2006 TM29                | 12 ottobre 2006   | Spacewatch        |
| 364269 -            | 2006 TQ32                | 11 ottobre 2006   | NEAT              |
| 364270 -            | 2006 TY32                | 12 ottobre 2006   | Spacewatch        |
| 364271 -            | 2006 TU34                | 12 ottobre 2006   | Spacewatch        |
| 364272 -            | 2006 TU41                | 12 ottobre 2006   | NEAT              |
| 364273 -            | 2006 TW48                | 12 ottobre 2006   | Spacewatch        |
| 364274 -            | 2006 TF52                | 12 ottobre 2006   | Spacewatch        |
| 364275 -            | 2006 TM52                | 12 ottobre 2006   | Spacewatch        |
| 364276 -            | 2006 TO52                | 12 ottobre 2006   | Spacewatch        |
| 364277 -            | 2006 TL53                | 12 ottobre 2006   | Spacewatch        |
| 364278 -            | 2006 TZ58                | 13 ottobre 2006   | Spacewatch        |
| 364279 -            | 2006 TC65                | 30 settembre 2006 | Spacewatch        |
| 364280 -            | 2006 TC66                | 19 settembre 2006 | CSS               |
| 364281 -            | 2006 TB71                | 11 ottobre 2006   | NEAT              |
| 364282 -            | 2006 TG73                | 11 ottobre 2006   | NEAT              |
| 364283 -            | 2006 TP78                | 12 ottobre 2006   | Spacewatch        |
| 364284 -            | 2006 TZ85                | 2 ottobre 2006    | Mt. Lemmon Survey |
| 364285 -            | 2006 TF87                | 13 ottobre 2006   | Spacewatch        |
| 364286 -            | 2006 TO87                | 13 ottobre 2006   | Spacewatch        |
| 364287 -            | 2006 TJ89                | 13 ottobre 2006   | Spacewatch        |
| 364288 -            | 2006 TT89                | 13 ottobre 2006   | Spacewatch        |
| 364289 -            | 2006 TV89                | 13 ottobre 2006   | Spacewatch        |
| 364290 -            | 2006 TE93                | 15 ottobre 2006   | Spacewatch        |
| 364291 -            | 2006 TS97                | 13 ottobre 2006   | Spacewatch        |
| 364292 -            | 2006 TE100               | 15 ottobre 2006   | Spacewatch        |
| 364293 -            | 2006 TK103               | 15 ottobre 2006   | Spacewatch        |
| 364294 -            | 2006 TH108               | 9 ottobre 2006    | NEAT              |
| 364295 -            | 2006 TJ124               | 2 ottobre 2006    | Mt. Lemmon Survey |
| 364296 -            | 2006 TJ125               | 12 ottobre 2006   | Spacewatch        |
| 364297 -            | 2006 TL126               | 4 ottobre 2006    | Mt. Lemmon Survey |
| 364298 -            | 2006 TD129               | 4 ottobre 2006    | Mt. Lemmon Survey |
| 364299 -            | 2006 UG4                 | 17 ottobre 2006   | Sarneczky, K.     |
| 364300 -            | 2006 UE9                 | 16 ottobre 2006   | CSS               |

## 364301-364400
| Nome     | Designazione provvisoria | Data di scoperta  | Scopritore        |
| -------- | ------------------------ | ----------------- | ----------------- |
| 364301 - | 2006 UA14                | 25 settembre 2006 | Mt. Lemmon Survey |
| 364302 - | 2006 UA15                | 17 ottobre 2006   | Mt. Lemmon Survey |
| 364303 - | 2006 UA22                | 16 ottobre 2006   | Spacewatch        |
| 364304 - | 2006 UC28                | 16 ottobre 2006   | Spacewatch        |
| 364305 - | 2006 UJ34                | 16 ottobre 2006   | Spacewatch        |
| 364306 - | 2006 UJ35                | 16 ottobre 2006   | CSS               |
| 364307 - | 2006 UF36                | 16 ottobre 2006   | Spacewatch        |
| 364308 - | 2006 UO39                | 25 settembre 2006 | Mt. Lemmon Survey |
| 364309 - | 2006 UT40                | 16 ottobre 2006   | Spacewatch        |
| 364310 - | 2006 UR43                | 16 ottobre 2006   | Spacewatch        |
| 364311 - | 2006 UG44                | 16 ottobre 2006   | Spacewatch        |
| 364312 - | 2006 UD47                | 16 ottobre 2006   | Spacewatch        |
| 364313 - | 2006 UB54                | 15 dicembre 1998  | ODAS              |
| 364314 - | 2006 UV62                | 22 ottobre 2006   | Dixon, D. S.      |
| 364315 - | 2006 UW68                | 16 ottobre 2006   | CSS               |
| 364316 - | 2006 UD70                | 16 ottobre 2006   | CSS               |
| 364317 - | 2006 UF71                | 16 ottobre 2006   | Spacewatch        |
| 364318 - | 2006 UN74                | 17 ottobre 2006   | Spacewatch        |
| 364319 - | 2006 UP80                | 17 ottobre 2006   | Mt. Lemmon Survey |
| 364320 - | 2006 UO85                | 17 ottobre 2006   | Mt. Lemmon Survey |
| 364321 - | 2006 UT86                | 17 ottobre 2006   | Mt. Lemmon Survey |
| 364322 - | 2006 UA87                | 17 ottobre 2006   | Mt. Lemmon Survey |
| 364323 - | 2006 UE90                | 17 ottobre 2006   | Spacewatch        |
| 364324 - | 2006 UD100               | 18 ottobre 2006   | Spacewatch        |
| 364325 - | 2006 UO102               | 18 ottobre 2006   | Spacewatch        |
| 364326 - | 2006 UW112               | 19 ottobre 2006   | Spacewatch        |
| 364327 - | 2006 UC114               | 19 ottobre 2006   | Spacewatch        |
| 364328 - | 2006 UN114               | 19 ottobre 2006   | Spacewatch        |
| 364329 - | 2006 UZ115               | 19 ottobre 2006   | Spacewatch        |
| 364330 - | 2006 UG120               | 19 ottobre 2006   | Spacewatch        |
| 364331 - | 2006 UK129               | 2 ottobre 2006    | Mt. Lemmon Survey |
| 364332 - | 2006 UN136               | 19 ottobre 2006   | CSS               |
| 364333 - | 2006 UR137               | 19 ottobre 2006   | Mt. Lemmon Survey |
| 364334 - | 2006 UY139               | 19 ottobre 2006   | Spacewatch        |
| 364335 - | 2006 US140               | 19 ottobre 2006   | Spacewatch        |
| 364336 - | 2006 UD141               | 19 ottobre 2006   | Mt. Lemmon Survey |
| 364337 - | 2006 UJ143               | 19 ottobre 2006   | NEAT              |
| 364338 - | 2006 UD149               | 20 ottobre 2006   | Spacewatch        |
| 364339 - | 2006 UA156               | 21 ottobre 2006   | Mt. Lemmon Survey |
| 364340 - | 2006 UX161               | 2 ottobre 2006    | Mt. Lemmon Survey |
| 364341 - | 2006 UR166               | 21 ottobre 2006   | Mt. Lemmon Survey |
| 364342 - | 2006 UM176               | 7 febbraio 1999   | Spacewatch        |
| 364343 - | 2006 UZ181               | 16 ottobre 2006   | CSS               |
| 364344 - | 2006 UF182               | 16 ottobre 2006   | CSS               |
| 364345 - | 2006 UD192               | 19 ottobre 2006   | CSS               |
| 364346 - | 2006 UC197               | 20 ottobre 2006   | Spacewatch        |
| 364347 - | 2006 UE198               | 12 ottobre 2006   | Spacewatch        |
| 364348 - | 2006 UM198               | 26 settembre 2006 | Mt. Lemmon Survey |
| 364349 - | 2006 UR199               | 21 ottobre 2006   | Mt. Lemmon Survey |
| 364350 - | 2006 UC205               | 16 aprile 2004    | NEAT              |
| 364351 - | 2006 UF209               | 23 ottobre 2006   | Spacewatch        |
| 364352 - | 2006 UH217               | 27 ottobre 2006   | Mt. Lemmon Survey |
| 364353 - | 2006 UW221               | 17 ottobre 2006   | CSS               |
| 364354 - | 2006 UA229               | 20 ottobre 2006   | NEAT              |
| 364355 - | 2006 UV230               | 21 ottobre 2006   | NEAT              |
| 364356 - | 2006 UZ237               | 23 ottobre 2006   | Spacewatch        |
| 364357 - | 2006 UR247               | 27 ottobre 2006   | Mt. Lemmon Survey |
| 364358 - | 2006 UH253               | 27 ottobre 2006   | Mt. Lemmon Survey |
| 364359 - | 2006 UY259               | 28 ottobre 2006   | Mt. Lemmon Survey |
| 364360 - | 2006 US269               | 27 ottobre 2006   | Spacewatch        |
| 364361 - | 2006 UQ270               | 27 ottobre 2006   | Mt. Lemmon Survey |
| 364362 - | 2006 UM276               | 28 ottobre 2006   | Mt. Lemmon Survey |
| 364363 - | 2006 UP278               | 28 ottobre 2006   | Spacewatch        |
| 364364 - | 2006 UW280               | 28 ottobre 2006   | Mt. Lemmon Survey |
| 364365 - | 2006 UE284               | 30 settembre 2006 | Mt. Lemmon Survey |
| 364366 - | 2006 UM302               | 19 ottobre 2006   | Buie, M. W.       |
| 364367 - | 2006 UH313               | 20 novembre 2006  | Spacewatch        |
| 364368 - | 2006 UP334               | 20 ottobre 2006   | Spacewatch        |
| 364369 - | 2006 UO335               | 17 ottobre 2006   | Mt. Lemmon Survey |
| 364370 - | 2006 VH4                 | 9 novembre 2006   | Spacewatch        |
| 364371 - | 2006 VL7                 | 10 novembre 2006  | Spacewatch        |
| 364372 - | 2006 VT9                 | 30 settembre 2006 | CSS               |
| 364373 - | 2006 VX15                | 9 novembre 2006   | Spacewatch        |
| 364374 - | 2006 VD17                | 9 novembre 2006   | Spacewatch        |
| 364375 - | 2006 VH17                | 9 novembre 2006   | Spacewatch        |
| 364376 - | 2006 VV19                | 9 novembre 2006   | Spacewatch        |
| 364377 - | 2006 VZ19                | 31 ottobre 2006   | Spacewatch        |
| 364378 - | 2006 VS22                | 19 ottobre 2006   | Mt. Lemmon Survey |
| 364379 - | 2006 VW24                | 10 novembre 2006  | Spacewatch        |
| 364380 - | 2006 VC28                | 10 novembre 2006  | Spacewatch        |
| 364381 - | 2006 VT28                | 10 novembre 2006  | Spacewatch        |
| 364382 - | 2006 VU28                | 10 novembre 2006  | Spacewatch        |
| 364383 - | 2006 VT35                | 11 novembre 2006  | Mt. Lemmon Survey |
| 364384 - | 2006 VC48                | 28 settembre 2006 | Mt. Lemmon Survey |
| 364385 - | 2006 VR56                | 11 novembre 2006  | Spacewatch        |
| 364386 - | 2006 VN60                | 11 novembre 2006  | Mt. Lemmon Survey |
| 364387 - | 2006 VN69                | 11 novembre 2006  | Spacewatch        |
| 364388 - | 2006 VV69                | 11 novembre 2006  | Spacewatch        |
| 364389 - | 2006 VN70                | 11 novembre 2006  | Spacewatch        |
| 364390 - | 2006 VJ74                | 11 novembre 2006  | Spacewatch        |
| 364391 - | 2006 VW79                | 12 novembre 2006  | Mt. Lemmon Survey |
| 364392 - | 2006 VL82                | 2 novembre 2006   | Spacewatch        |
| 364393 - | 2006 VT84                | 13 novembre 2006  | Mt. Lemmon Survey |
| 364394 - | 2006 VE85                | 13 novembre 2006  | CSS               |
| 364395 - | 2006 VJ87                | 19 ottobre 2006   | Spacewatch        |
| 364396 - | 2006 VK89                | 29 giugno 2005    | NEAT              |
| 364397 - | 2006 VH92                | 15 novembre 2006  | CSS               |
| 364398 - | 2006 VV92                | 15 novembre 2006  | LINEAR            |
| 364399 - | 2006 VQ98                | 27 settembre 2006 | Mt. Lemmon Survey |
| 364400 - | 2006 VZ98                | 11 novembre 2006  | Mt. Lemmon Survey |

## 364401-364500
| Nome     | Designazione provvisoria | Data di scoperta  | Scopritore        |
| -------- | ------------------------ | ----------------- | ----------------- |
| 364401 - | 2006 VO102               | 12 novembre 2006  | Mt. Lemmon Survey |
| 364402 - | 2006 VR105               | 17 ottobre 2006   | Mt. Lemmon Survey |
| 364403 - | 2006 VH111               | 20 ottobre 2006   | Mt. Lemmon Survey |
| 364404 - | 2006 VB112               | 13 novembre 2006  | CSS               |
| 364405 - | 2006 VR115               | 14 novembre 2006  | Spacewatch        |
| 364406 - | 2006 VW120               | 14 novembre 2006  | Spacewatch        |
| 364407 - | 2006 VF121               | 14 novembre 2006  | CSS               |
| 364408 - | 2006 VE138               | 15 novembre 2006  | Spacewatch        |
| 364409 - | 2006 VJ140               | 31 ottobre 2006   | Mt. Lemmon Survey |
| 364410 - | 2006 VA153               | 11 novembre 2006  | CSS               |
| 364411 - | 2006 VA171               | 11 novembre 2006  | Spacewatch        |
| 364412 - | 2006 WX2                 | 17 novembre 2006  | Spacewatch        |
| 364413 - | 2006 WC3                 | 21 novembre 2006  | CSS               |
| 364414 - | 2006 WC4                 | 19 novembre 2006  | Needville         |
| 364415 - | 2006 WG6                 | 16 novembre 2006  | Spacewatch        |
| 364416 - | 2006 WC10                | 23 ottobre 2006   | Mt. Lemmon Survey |
| 364417 - | 2006 WU12                | 16 novembre 2006  | Mt. Lemmon Survey |
| 364418 - | 2006 WX24                | 17 novembre 2006  | Mt. Lemmon Survey |
| 364419 - | 2006 WK28                | 27 settembre 2006 | Mt. Lemmon Survey |
| 364420 - | 2006 WC37                | 16 novembre 2006  | Spacewatch        |
| 364421 - | 2006 WU40                | 16 novembre 2006  | Spacewatch        |
| 364422 - | 2006 WR57                | 17 novembre 2006  | Spacewatch        |
| 364423 - | 2006 WJ71                | 18 novembre 2006  | Spacewatch        |
| 364424 - | 2006 WU74                | 18 novembre 2006  | Spacewatch        |
| 364425 - | 2006 WM78                | 20 ottobre 2006   | Mt. Lemmon Survey |
| 364426 - | 2006 WR90                | 19 novembre 2006  | LINEAR            |
| 364427 - | 2006 WU93                | 19 novembre 2006  | Spacewatch        |
| 364428 - | 2006 WX94                | 11 novembre 2006  | Spacewatch        |
| 364429 - | 2006 WY101               | 19 novembre 2006  | CSS               |
| 364430 - | 2006 WF107               | 19 novembre 2006  | CSS               |
| 364431 - | 2006 WR110               | 11 novembre 2006  | Mt. Lemmon Survey |
| 364432 - | 2006 WP142               | 22 ottobre 2006   | Mt. Lemmon Survey |
| 364433 - | 2006 WL143               | 20 novembre 2006  | Spacewatch        |
| 364434 - | 2006 WB164               | 19 ottobre 2006   | Mt. Lemmon Survey |
| 364435 - | 2006 WK179               | 24 novembre 2006  | Mt. Lemmon Survey |
| 364436 - | 2006 WC182               | 19 novembre 2006  | Spacewatch        |
| 364437 - | 2006 WQ186               | 23 ottobre 2006   | Mt. Lemmon Survey |
| 364438 - | 2006 WC187               | 23 novembre 2006  | Mt. Lemmon Survey |
| 364439 - | 2006 WK189               | 25 novembre 2006  | Mt. Lemmon Survey |
| 364440 - | 2006 WG193               | 27 novembre 2006  | Spacewatch        |
| 364441 - | 2006 XC2                 | 11 dicembre 2006  | LINEAR            |
| 364442 - | 2006 XR5                 | 6 dicembre 2006   | NEAT              |
| 364443 - | 2006 XN17                | 10 dicembre 2006  | Spacewatch        |
| 364444 - | 2006 XF21                | 11 dicembre 2006  | Spacewatch        |
| 364445 - | 2006 XG26                | 12 dicembre 2006  | CSS               |
| 364446 - | 2006 XR46                | 13 dicembre 2006  | CSS               |
| 364447 - | 2006 XS62                | 26 settembre 2006 | Spacewatch        |
| 364448 - | 2006 XU62                | 21 novembre 2006  | Mt. Lemmon Survey |
| 364449 - | 2006 XD64                | 11 dicembre 2006  | CSS               |
| 364450 - | 2006 YE5                 | 17 dicembre 2006  | Mt. Lemmon Survey |
| 364451 - | 2006 YA7                 | 20 dicembre 2006  | NEAT              |
| 364452 - | 2006 YJ15                | 20 dicembre 2006  | NEAT              |
| 364453 - | 2006 YB22                | 13 settembre 2005 | Spacewatch        |
| 364454 - | 2006 YU22                | 21 dicembre 2006  | Spacewatch        |
| 364455 - | 2006 YS55                | 25 dicembre 2006  | CSS               |
| 364456 - | 2007 AN                  | 8 gennaio 2007    | Spacewatch        |
| 364457 - | 2007 AK8                 | 10 gennaio 2007   | Nyukasa           |
| 364458 - | 2007 AO12                | 10 gennaio 2007   | Mt. Lemmon Survey |
| 364459 - | 2007 AW16                | 15 gennaio 2007   | CSS               |
| 364460 - | 2007 BR7                 | 17 gennaio 2007   | Spacewatch        |
| 364461 - | 2007 BR20                | 16 gennaio 2007   | LINEAR            |
| 364462 - | 2007 BC40                | 24 gennaio 2007   | Mt. Lemmon Survey |
| 364463 - | 2007 BY63                | 27 gennaio 2007   | Mt. Lemmon Survey |
| 364464 - | 2007 BD81                | 27 gennaio 2007   | Spacewatch        |
| 364465 - | 2007 CE1                 | 6 febbraio 2007   | Spacewatch        |
| 364466 - | 2007 CC10                | 6 febbraio 2007   | Mt. Lemmon Survey |
| 364467 - | 2007 CD28                | 27 gennaio 2007   | Spacewatch        |
| 364468 - | 2007 CS28                | 27 gennaio 2007   | Spacewatch        |
| 364469 - | 2007 CJ57                | 9 febbraio 2007   | CSS               |
| 364470 - | 2007 CM65                | 9 febbraio 2007   | Spacewatch        |
| 364471 - | 2007 DK11                | 17 febbraio 2007  | Spacewatch        |
| 364472 - | 2007 DL16                | 27 dicembre 2006  | Mt. Lemmon Survey |
| 364473 - | 2007 DF21                | 27 gennaio 2007   | Mt. Lemmon Survey |
| 364474 - | 2007 DN23                | 17 febbraio 2007  | Spacewatch        |
| 364475 - | 2007 DS30                | 17 febbraio 2007  | Spacewatch        |
| 364476 - | 2007 DP34                | 27 gennaio 2007   | Mt. Lemmon Survey |
| 364477 - | 2007 DB35                | 17 febbraio 2007  | Spacewatch        |
| 364478 - | 2007 DV35                | 17 febbraio 2007  | Spacewatch        |
| 364479 - | 2007 DQ36                | 17 febbraio 2007  | Spacewatch        |
| 364480 - | 2007 DT38                | 17 febbraio 2007  | Spacewatch        |
| 364481 - | 2007 DB39                | 17 febbraio 2007  | Spacewatch        |
| 364482 - | 2007 DO41                | 17 febbraio 2007  | CSS               |
| 364483 - | 2007 DE65                | 21 febbraio 2007  | Spacewatch        |
| 364484 - | 2007 DE70                | 28 settembre 1994 | Spacewatch        |
| 364485 - | 2007 DY74                | 21 febbraio 2007  | Spacewatch        |
| 364486 - | 2007 DA95                | 23 febbraio 2007  | Spacewatch        |
| 364487 - | 2007 DO96                | 23 febbraio 2007  | Mt. Lemmon Survey |
| 364488 - | 2007 DM98                | 25 febbraio 2007  | Mt. Lemmon Survey |
| 364489 - | 2007 DQ106               | 17 febbraio 2007  | Spacewatch        |
| 364490 - | 2007 DM114               | 26 febbraio 2007  | Mt. Lemmon Survey |
| 364491 - | 2007 DQ117               | 27 febbraio 2007  | Spacewatch        |
| 364492 - | 2007 EX1                 | 21 febbraio 2007  | Spacewatch        |
| 364493 - | 2007 EH4                 | 9 marzo 2007      | Mt. Lemmon Survey |
| 364494 - | 2007 EC8                 | 9 marzo 2007      | NEAT              |
| 364495 - | 2007 EO11                | 9 marzo 2007      | Spacewatch        |
| 364496 - | 2007 EH30                | 9 marzo 2007      | NEAT              |
| 364497 - | 2007 ET31                | 6 febbraio 2007   | Spacewatch        |
| 364498 - | 2007 EH39                | 10 marzo 2007     | Hug, G.           |
| 364499 - | 2007 EY53                | 11 marzo 2007     | Mt. Lemmon Survey |
| 364500 - | 2007 EU57                | 9 marzo 2007      | CSS               |

## 364501-364600
| Nome             | Designazione provvisoria | Data di scoperta  | Scopritore             |
| ---------------- | ------------------------ | ----------------- | ---------------------- |
| 364501 -         | 2007 EA61                | 10 marzo 2007     | Spacewatch             |
| 364502 -         | 2007 EV67                | 25 febbraio 2007  | Mt. Lemmon Survey      |
| 364503 -         | 2007 EV72                | 10 marzo 2007     | Spacewatch             |
| 364504 -         | 2007 EL74                | 10 marzo 2007     | Spacewatch             |
| 364505 -         | 2007 EF75                | 10 marzo 2007     | Spacewatch             |
| 364506 -         | 2007 EX75                | 10 marzo 2007     | Spacewatch             |
| 364507 -         | 2007 EY88                | 9 marzo 2007      | Spacewatch             |
| 364508 -         | 2007 EH89                | 21 febbraio 2007  | Mt. Lemmon Survey      |
| 364509 -         | 2007 EU92                | 10 marzo 2007     | Mt. Lemmon Survey      |
| 364510 -         | 2007 EG96                | 10 marzo 2007     | Mt. Lemmon Survey      |
| 364511 -         | 2007 EY97                | 11 marzo 2007     | Spacewatch             |
| 364512 -         | 2007 EE100               | 23 febbraio 2007  | Mt. Lemmon Survey      |
| 364513 -         | 2007 EJ118               | 13 marzo 2007     | Mt. Lemmon Survey      |
| 364514 -         | 2007 EU128               | 9 marzo 2007      | Mt. Lemmon Survey      |
| 364515 -         | 2007 EF132               | 23 febbraio 2007  | Spacewatch             |
| 364516 -         | 2007 EK139               | 26 febbraio 2007  | Mt. Lemmon Survey      |
| 364517 -         | 2007 EC145               | 12 marzo 2007     | Mt. Lemmon Survey      |
| 364518 -         | 2007 EJ148               | 12 marzo 2007     | Mt. Lemmon Survey      |
| 364519 -         | 2007 EE151               | 12 marzo 2007     | Mt. Lemmon Survey      |
| 364520 -         | 2007 EP152               | 12 marzo 2007     | Mt. Lemmon Survey      |
| 364521 -         | 2007 EQ168               | 13 marzo 2007     | Spacewatch             |
| 364522 -         | 2007 EX168               | 13 marzo 2007     | Spacewatch             |
| 364523 -         | 2007 EQ180               | 14 marzo 2007     | Mt. Lemmon Survey      |
| 364524 -         | 2007 EW181               | 14 marzo 2007     | Spacewatch             |
| 364525 -         | 2007 EC188               | 25 febbraio 2007  | Mt. Lemmon Survey      |
| 364526 -         | 2007 EW199               | 21 febbraio 2007  | Spacewatch             |
| 364527 -         | 2007 EJ201               | 9 marzo 2007      | Siding Spring Survey   |
| 364528 -         | 2007 EP205               | 22 febbraio 2007  | CSS                    |
| 364529 -         | 2007 EL213               | 10 marzo 2007     | Spacewatch             |
| 364530 -         | 2007 EU216               | 15 marzo 2007     | CSS                    |
| 364531 -         | 2007 FU2                 | 16 marzo 2007     | CSS                    |
| 364532 -         | 2007 FP22                | 20 marzo 2007     | Spacewatch             |
| 364533 -         | 2007 FH24                | 20 marzo 2007     | Spacewatch             |
| 364534 -         | 2007 FD26                | 20 marzo 2007     | Mt. Lemmon Survey      |
| 364535 -         | 2007 FW26                | 20 marzo 2007     | Spacewatch             |
| 364536 -         | 2007 FV27                | 23 febbraio 2007  | Spacewatch             |
| 364537 -         | 2007 FV31                | 20 marzo 2007     | Spacewatch             |
| 364538 -         | 2007 FR42                | 20 marzo 2007     | LONEOS                 |
| 364539 -         | 2007 FG43                | 27 marzo 2007     | Siding Spring Survey   |
| 364540 -         | 2007 FD50                | 25 marzo 2007     | Mt. Lemmon Survey      |
| 364541 -         | 2007 FJ50                | 25 marzo 2007     | Mt. Lemmon Survey      |
| 364542 -         | 2007 GF1                 | 16 febbraio 2007  | Mt. Lemmon Survey      |
| 364543 -         | 2007 GX2                 | 7 aprile 2007     | Mt. Lemmon Survey      |
| 364544 -         | 2007 GL6                 | 11 aprile 2007    | Yeung, W. K. Y.        |
| 364545 -         | 2007 GK7                 | 7 aprile 2007     | Mt. Lemmon Survey      |
| 364546 -         | 2007 GC12                | 11 aprile 2007    | Spacewatch             |
| 364547 -         | 2007 GX18                | 11 aprile 2007    | Spacewatch             |
| 364548 -         | 2007 GN21                | 11 aprile 2007    | Spacewatch             |
| 364549 -         | 2007 GJ26                | 14 aprile 2007    | Mt. Lemmon Survey      |
| 364550 -         | 2007 GY31                | 20 marzo 2007     | CSS                    |
| 364551 -         | 2007 GB32                | 9 marzo 2007      | Spacewatch             |
| 364552 -         | 2007 GO35                | 14 aprile 2007    | Spacewatch             |
| 364553 -         | 2007 GR56                | 15 aprile 2007    | Spacewatch             |
| 364554 -         | 2007 GT58                | 15 aprile 2007    | Mt. Lemmon Survey      |
| 364555 -         | 2007 GA75                | 14 aprile 2007    | CSS                    |
| 364556 -         | 2007 GF76                | 13 marzo 2007     | Spacewatch             |
| 364557 -         | 2007 GG76                | 7 aprile 2007     | Mt. Lemmon Survey      |
| 364558 -         | 2007 HH12                | 19 aprile 2007    | Mt. Lemmon Survey      |
| 364559 -         | 2007 HT16                | 16 aprile 2007    | Mt. Lemmon Survey      |
| 364560 -         | 2007 HQ17                | 16 aprile 2007    | LINEAR                 |
| 364561 -         | 2007 HE30                | 19 aprile 2007    | Mt. Lemmon Survey      |
| 364562 -         | 2007 HL62                | 14 marzo 2007     | Mt. Lemmon Survey      |
| 364563 -         | 2007 JL19                | 10 maggio 2007    | Mt. Lemmon Survey      |
| 364564 -         | 2007 JJ42                | 10 maggio 2007    | CSS                    |
| 364565 -         | 2007 KK7                 | 16 maggio 2007    | CSS                    |
| 364566 Yurga     | 2007 PM8                 | 10 agosto 2007    | Vasilij Rumjancev      |
| 364567 -         | 2007 PB13                | 8 agosto 2007     | LINEAR                 |
| 364568 -         | 2007 PU17                | 9 agosto 2007     | LINEAR                 |
| 364569 -         | 2007 QJ5                 | 16 agosto 2007    | PMO NEO Survey Program |
| 364570 -         | 2007 QL5                 | 16 agosto 2007    | PMO NEO Survey Program |
| 364571 -         | 2007 RH10                | 3 settembre 2007  | CSS                    |
| 364572 -         | 2007 RS11                | 10 settembre 2007 | Chante-Perdrix         |
| 364573 -         | 2007 RT22                | 3 settembre 2007  | CSS                    |
| 364574 -         | 2007 RL27                | 12 agosto 2007    | LINEAR                 |
| 364575 -         | 2007 RK29                | 4 settembre 2007  | CSS                    |
| 364576 -         | 2007 RN32                | 5 settembre 2007  | CSS                    |
| 364577 Cachopito | 2007 RC35                | 7 settembre 2007  | Lacruz, J.             |
| 364578 -         | 2007 RG37                | 8 settembre 2007  | LONEOS                 |
| 364579 -         | 2007 RW52                | 9 settembre 2007  | Spacewatch             |
| 364580 -         | 2007 RB54                | 9 settembre 2007  | Spacewatch             |
| 364581 -         | 2007 RM70                | 10 settembre 2007 | Spacewatch             |
| 364582 -         | 2007 RP103               | 11 settembre 2007 | CSS                    |
| 364583 -         | 2007 RU103               | 11 settembre 2007 | CSS                    |
| 364584 -         | 2007 RL116               | 11 settembre 2007 | Spacewatch             |
| 364585 -         | 2007 RF118               | 11 settembre 2007 | Spacewatch             |
| 364586 -         | 2007 RG119               | 11 settembre 2007 | PMO NEO Survey Program |
| 364587 -         | 2007 RJ119               | 11 settembre 2007 | PMO NEO Survey Program |
| 364588 -         | 2007 RG124               | 12 settembre 2007 | LONEOS                 |
| 364589 -         | 2007 RZ134               | 12 settembre 2007 | CSS                    |
| 364590 -         | 2007 RO141               | 13 settembre 2007 | LINEAR                 |
| 364591 -         | 2007 RK144               | 14 settembre 2007 | LINEAR                 |
| 364592 -         | 2007 RA145               | 11 settembre 2007 | Spacewatch             |
| 364593 -         | 2007 RT145               | 9 settembre 2007  | Spacewatch             |
| 364594 -         | 2007 RF155               | 10 agosto 2007    | Spacewatch             |
| 364595 -         | 2007 RX173               | 10 settembre 2007 | Spacewatch             |
| 364596 -         | 2007 RO177               | 10 settembre 2007 | Mt. Lemmon Survey      |
| 364597 -         | 2007 RC178               | 10 settembre 2007 | Spacewatch             |
| 364598 -         | 2007 RB190               | 15 dicembre 2004  | Spacewatch             |
| 364599 -         | 2007 RT195               | 12 settembre 2007 | Spacewatch             |
| 364600 -         | 2007 RG203               | 13 settembre 2007 | Spacewatch             |

## 364601-364700
| Nome               | Designazione provvisoria | Data di scoperta  | Scopritore             |
| ------------------ | ------------------------ | ----------------- | ---------------------- |
| 364601 -           | 2007 RL206               | 10 settembre 2007 | Mt. Lemmon Survey      |
| 364602 -           | 2007 RW212               | 12 settembre 2007 | LONEOS                 |
| 364603 -           | 2007 RW223               | 10 settembre 2007 | Spacewatch             |
| 364604 -           | 2007 RC236               | 13 settembre 2007 | Mt. Lemmon Survey      |
| 364605 -           | 2007 RX249               | 13 settembre 2007 | Spacewatch             |
| 364606 -           | 2007 RC259               | 14 settembre 2007 | Mt. Lemmon Survey      |
| 364607 -           | 2007 RJ267               | 15 settembre 2007 | Spacewatch             |
| 364608 -           | 2007 RH272               | 15 settembre 2007 | Spacewatch             |
| 364609 -           | 2007 RT273               | 15 settembre 2007 | Spacewatch             |
| 364610 -           | 2007 RJ289               | 12 settembre 2007 | CSS                    |
| 364611 -           | 2007 RT293               | 13 settembre 2007 | Mt. Lemmon Survey      |
| 364612 -           | 2007 RN295               | 14 settembre 2007 | Mt. Lemmon Survey      |
| 364613 -           | 2007 RX319               | 13 settembre 2007 | Mt. Lemmon Survey      |
| 364614 -           | 2007 RA323               | 14 settembre 2007 | Mt. Lemmon Survey      |
| 364615 -           | 2007 RL325               | 15 settembre 2007 | Mt. Lemmon Survey      |
| 364616 -           | 2007 SO4                 | 19 settembre 2007 | OAM                    |
| 364617 -           | 2007 SB6                 | 15 settembre 2007 | Spacewatch             |
| 364618 -           | 2007 ST15                | 30 settembre 2007 | Spacewatch             |
| 364619 -           | 2007 SO21                | 21 settembre 2007 | PMO NEO Survey Program |
| 364620 -           | 2007 TO1                 | 2 ottobre 2007    | LUSS                   |
| 364621 -           | 2007 TT10                | 6 ottobre 2007    | LINEAR                 |
| 364622 -           | 2007 TO12                | 6 ottobre 2007    | LINEAR                 |
| 364623 -           | 2007 TH14                | 7 ottobre 2007    | Yeung, W. K. Y.        |
| 364624 -           | 2007 TZ15                | 14 settembre 2007 | Mt. Lemmon Survey      |
| 364625 -           | 2007 TE24                | 4 ottobre 2007    | Tucker, R. A.          |
| 364626 -           | 2007 TU33                | 6 ottobre 2007    | Spacewatch             |
| 364627 -           | 2007 TK35                | 7 ottobre 2007    | CSS                    |
| 364628 -           | 2007 TX54                | 25 settembre 2007 | Mt. Lemmon Survey      |
| 364629 -           | 2007 TC68                | 10 ottobre 2007   | CSS                    |
| 364630 Shizuoka    | 2007 TS70                | 13 ottobre 2007   | R. Holmes              |
| 364631 -           | 2007 TA82                | 8 ottobre 2007    | Mt. Lemmon Survey      |
| 364632 -           | 2007 TM85                | 8 ottobre 2007    | CSS                    |
| 364633 -           | 2007 TJ89                | 8 ottobre 2007    | Mt. Lemmon Survey      |
| 364634 -           | 2007 TJ94                | 7 ottobre 2007    | CSS                    |
| 364635 -           | 2007 TZ103               | 8 ottobre 2007    | Spacewatch             |
| 364636 Ulrikeecker | 2007 TR105               | 15 ottobre 2007   | Bachleitner, H.        |
| 364637 -           | 2007 TN106               | 4 ottobre 2007    | Spacewatch             |
| 364638 -           | 2007 TT106               | 4 ottobre 2007    | Spacewatch             |
| 364639 -           | 2007 TY109               | 7 ottobre 2007    | CSS                    |
| 364640 -           | 2007 TU111               | 8 ottobre 2007    | CSS                    |
| 364641 -           | 2007 TD112               | 8 ottobre 2007    | CSS                    |
| 364642 -           | 2007 TC121               | 5 ottobre 2007    | Spacewatch             |
| 364643 -           | 2007 TX134               | 8 ottobre 2007    | Spacewatch             |
| 364644 -           | 2007 TR144               | 6 ottobre 2007    | LINEAR                 |
| 364645 -           | 2007 TV145               | 6 ottobre 2007    | LINEAR                 |
| 364646 -           | 2007 TY148               | 8 ottobre 2007    | LINEAR                 |
| 364647 -           | 2007 TT150               | 9 ottobre 2007    | LINEAR                 |
| 364648 -           | 2007 TQ152               | 9 ottobre 2007    | LINEAR                 |
| 364649 -           | 2007 TO153               | 9 ottobre 2007    | LINEAR                 |
| 364650 -           | 2007 TY159               | 8 ottobre 2007    | CSS                    |
| 364651 -           | 2007 TR161               | 11 ottobre 2007   | LINEAR                 |
| 364652 -           | 2007 TY161               | 11 ottobre 2007   | LINEAR                 |
| 364653 -           | 2007 TL163               | 11 ottobre 2007   | LINEAR                 |
| 364654 -           | 2007 TY169               | 12 ottobre 2007   | LINEAR                 |
| 364655 -           | 2007 TT171               | 9 ottobre 2007    | Mt. Lemmon Survey      |
| 364656 -           | 2007 TD183               | 5 settembre 2007  | Mt. Lemmon Survey      |
| 364657 -           | 2007 TN185               | 13 ottobre 2007   | LINEAR                 |
| 364658 -           | 2007 TZ193               | 7 ottobre 2007    | CSS                    |
| 364659 -           | 2007 TZ195               | 7 ottobre 2007    | Mt. Lemmon Survey      |
| 364660 -           | 2007 TS209               | 11 ottobre 2007   | Mt. Lemmon Survey      |
| 364661 -           | 2007 TY239               | 13 ottobre 2007   | LINEAR                 |
| 364662 -           | 2007 TS259               | 10 ottobre 2007   | Mt. Lemmon Survey      |
| 364663 -           | 2007 TH279               | 11 ottobre 2007   | Mt. Lemmon Survey      |
| 364664 -           | 2007 TL285               | 12 settembre 2007 | Mt. Lemmon Survey      |
| 364665 -           | 2007 TC289               | 11 ottobre 2007   | CSS                    |
| 364666 -           | 2007 TV293               | 9 ottobre 2007    | Mt. Lemmon Survey      |
| 364667 -           | 2007 TA298               | 11 ottobre 2007   | Mt. Lemmon Survey      |
| 364668 -           | 2007 TX311               | 11 ottobre 2007   | Mt. Lemmon Survey      |
| 364669 -           | 2007 TT316               | 12 ottobre 2007   | Spacewatch             |
| 364670 -           | 2007 TW337               | 13 ottobre 2007   | CSS                    |
| 364671 -           | 2007 TD350               | 14 ottobre 2007   | Mt. Lemmon Survey      |
| 364672 -           | 2007 TQ354               | 10 ottobre 2007   | Spacewatch             |
| 364673 -           | 2007 TO358               | 14 ottobre 2007   | Mt. Lemmon Survey      |
| 364674 -           | 2007 TU359               | 14 ottobre 2007   | Spacewatch             |
| 364675 -           | 2007 TV359               | 14 ottobre 2007   | Spacewatch             |
| 364676 -           | 2007 TM361               | 14 ottobre 2007   | Mt. Lemmon Survey      |
| 364677 -           | 2007 TT361               | 14 ottobre 2007   | Mt. Lemmon Survey      |
| 364678 -           | 2007 TD364               | 14 ottobre 2007   | Mt. Lemmon Survey      |
| 364679 -           | 2007 TM364               | 15 ottobre 2007   | CSS                    |
| 364680 -           | 2007 TY366               | 9 ottobre 2007    | Spacewatch             |
| 364681 -           | 2007 TA372               | 13 ottobre 2007   | CSS                    |
| 364682 -           | 2007 TN376               | 10 ottobre 2007   | CSS                    |
| 364683 -           | 2007 TW376               | 12 settembre 2007 | CSS                    |
| 364684 -           | 2007 TP386               | 15 ottobre 2007   | Spacewatch             |
| 364685 -           | 2007 TB412               | 14 ottobre 2007   | CSS                    |
| 364686 -           | 2007 TD424               | 7 ottobre 2007    | CSS                    |
| 364687 -           | 2007 TK424               | 7 ottobre 2007    | Spacewatch             |
| 364688 -           | 2007 TU447               | 13 ottobre 2007   | Mt. Lemmon Survey      |
| 364689 -           | 2007 TV450               | 30 settembre 2003 | Spacewatch             |
| 364690 -           | 2007 UE2                 | 18 ottobre 2007   | Lowe, A.               |
| 364691 -           | 2007 UB4                 | 18 ottobre 2007   | LINEAR                 |
| 364692 -           | 2007 UH25                | 16 ottobre 2007   | Spacewatch             |
| 364693 -           | 2007 UQ30                | 4 ottobre 2007    | PMO NEO Survey Program |
| 364694 -           | 2007 UX34                | 19 ottobre 2007   | Spacewatch             |
| 364695 -           | 2007 UV48                | 20 ottobre 2007   | Mt. Lemmon Survey      |
| 364696 -           | 2007 UY48                | 20 ottobre 2007   | Mt. Lemmon Survey      |
| 364697 -           | 2007 US49                | 24 ottobre 2007   | Mt. Lemmon Survey      |
| 364698 -           | 2007 UV51                | 24 ottobre 2007   | Mt. Lemmon Survey      |
| 364699 -           | 2007 UO60                | 30 ottobre 2007   | Mt. Lemmon Survey      |
| 364700 -           | 2007 UU60                | 30 ottobre 2007   | Mt. Lemmon Survey      |

## 364701-364800
| Nome     | Designazione provvisoria | Data di scoperta  | Scopritore             |
| -------- | ------------------------ | ----------------- | ---------------------- |
| 364701 - | 2007 UR67                | 30 ottobre 2007   | Mt. Lemmon Survey      |
| 364702 - | 2007 UQ89                | 30 ottobre 2007   | CSS                    |
| 364703 - | 2007 UQ105               | 20 ottobre 2007   | Mt. Lemmon Survey      |
| 364704 - | 2007 UZ107               | 30 ottobre 2007   | Spacewatch             |
| 364705 - | 2007 UX110               | 30 ottobre 2007   | Mt. Lemmon Survey      |
| 364706 - | 2007 US111               | 30 ottobre 2007   | Mt. Lemmon Survey      |
| 364707 - | 2007 UM122               | 30 ottobre 2007   | Spacewatch             |
| 364708 - | 2007 UH131               | 16 ottobre 2007   | CSS                    |
| 364709 - | 2007 UP137               | 12 settembre 2007 | Mt. Lemmon Survey      |
| 364710 - | 2007 VU7                 | 3 novembre 2007   | Endate, K.             |
| 364711 - | 2007 VL36                | 12 ottobre 2007   | Spacewatch             |
| 364712 - | 2007 VG44                | 1º novembre 2007  | Spacewatch             |
| 364713 - | 2007 VH45                | 9 ottobre 2007    | Spacewatch             |
| 364714 - | 2007 VU45                | 1º novembre 2007  | Spacewatch             |
| 364715 - | 2007 VX52                | 20 ottobre 2007   | Mt. Lemmon Survey      |
| 364716 - | 2007 VM53                | 1º aprile 2005    | Spacewatch             |
| 364717 - | 2007 VF61                | 1º novembre 2007  | Spacewatch             |
| 364718 - | 2007 VP61                | 1º novembre 2007  | Spacewatch             |
| 364719 - | 2007 VD72                | 1º novembre 2007  | Spacewatch             |
| 364720 - | 2007 VH73                | 2 novembre 2007   | Spacewatch             |
| 364721 - | 2007 VM73                | 2 novembre 2007   | Spacewatch             |
| 364722 - | 2007 VX77                | 3 novembre 2007   | Spacewatch             |
| 364723 - | 2007 VD82                | 4 novembre 2007   | Spacewatch             |
| 364724 - | 2007 VE89                | 10 ottobre 2007   | Mt. Lemmon Survey      |
| 364725 - | 2007 VG95                | 8 novembre 2007   | LINEAR                 |
| 364726 - | 2007 VF102               | 2 novembre 2007   | Spacewatch             |
| 364727 - | 2007 VJ104               | 21 ottobre 2007   | Mt. Lemmon Survey      |
| 364728 - | 2007 VG109               | 3 novembre 2007   | Spacewatch             |
| 364729 - | 2007 VH111               | 3 novembre 2007   | Spacewatch             |
| 364730 - | 2007 VJ113               | 3 novembre 2007   | Spacewatch             |
| 364731 - | 2007 VY119               | 18 settembre 2007 | Tucker, R. A.          |
| 364732 - | 2007 VX142               | 15 ottobre 2007   | Mt. Lemmon Survey      |
| 364733 - | 2007 VS148               | 5 novembre 2007   | PMO NEO Survey Program |
| 364734 - | 2007 VT148               | 5 novembre 2007   | PMO NEO Survey Program |
| 364735 - | 2007 VS167               | 5 novembre 2007   | Spacewatch             |
| 364736 - | 2007 VX196               | 7 novembre 2007   | Mt. Lemmon Survey      |
| 364737 - | 2007 VV212               | 9 novembre 2007   | Spacewatch             |
| 364738 - | 2007 VK214               | 9 novembre 2007   | Spacewatch             |
| 364739 - | 2007 VQ218               | 9 novembre 2007   | Spacewatch             |
| 364740 - | 2007 VC226               | 9 novembre 2007   | Mt. Lemmon Survey      |
| 364741 - | 2007 VD248               | 13 novembre 2007  | Mt. Lemmon Survey      |
| 364742 - | 2007 VL252               | 31 ottobre 2007   | CSS                    |
| 364743 - | 2007 VD267               | 13 novembre 2007  | CSS                    |
| 364744 - | 2007 VB268               | 11 novembre 2007  | LINEAR                 |
| 364745 - | 2007 VL268               | 12 novembre 2007  | LINEAR                 |
| 364746 - | 2007 VJ269               | 14 novembre 2007  | LINEAR                 |
| 364747 - | 2007 VB275               | 13 novembre 2007  | Mt. Lemmon Survey      |
| 364748 - | 2007 VM289               | 13 novembre 2007  | CSS                    |
| 364749 - | 2007 VC294               | 13 novembre 2007  | Spacewatch             |
| 364750 - | 2007 VP296               | 15 novembre 2007  | CSS                    |
| 364751 - | 2007 VC307               | 2 novembre 2007   | Spacewatch             |
| 364752 - | 2007 VT313               | 11 novembre 2007  | Mt. Lemmon Survey      |
| 364753 - | 2007 VK327               | 7 novembre 2007   | LINEAR                 |
| 364754 - | 2007 VH329               | 14 novembre 2007  | LINEAR                 |
| 364755 - | 2007 VA334               | 12 novembre 2007  | Mt. Lemmon Survey      |
| 364756 - | 2007 WG1                 | 16 novembre 2007  | Chante-Perdrix         |
| 364757 - | 2007 WA8                 | 8 novembre 2007   | Spacewatch             |
| 364758 - | 2007 WL18                | 18 novembre 2007  | Mt. Lemmon Survey      |
| 364759 - | 2007 WG20                | 18 novembre 2007  | Mt. Lemmon Survey      |
| 364760 - | 2007 WQ20                | 18 novembre 2007  | Mt. Lemmon Survey      |
| 364761 - | 2007 WH62                | 18 novembre 2007  | LINEAR                 |
| 364762 - | 2007 XC10                | 5 dicembre 2007   | Mt. Lemmon Survey      |
| 364763 - | 2007 XZ16                | 4 dicembre 2007   | CSS                    |
| 364764 - | 2007 XO21                | 10 dicembre 2007  | LINEAR                 |
| 364765 - | 2007 XS21                | 10 dicembre 2007  | LINEAR                 |
| 364766 - | 2007 XP29                | 30 ottobre 2007   | Spacewatch             |
| 364767 - | 2007 XY30                | 11 novembre 2007  | Mt. Lemmon Survey      |
| 364768 - | 2007 XC47                | 15 dicembre 2007  | Mt. Lemmon Survey      |
| 364769 - | 2007 XR51                | 4 dicembre 2007   | Mt. Lemmon Survey      |
| 364770 - | 2007 XS57                | 4 dicembre 2007   | LINEAR                 |
| 364771 - | 2007 XZ57                | 5 dicembre 2007   | Spacewatch             |
| 364772 - | 2007 XF58                | 5 dicembre 2007   | Spacewatch             |
| 364773 - | 2007 YT                  | 16 dicembre 2007  | Bickel, W.             |
| 364774 - | 2007 YK28                | 18 dicembre 2007  | Mt. Lemmon Survey      |
| 364775 - | 2007 YF37                | 30 dicembre 2007  | Mt. Lemmon Survey      |
| 364776 - | 2007 YF53                | 30 dicembre 2007  | Spacewatch             |
| 364777 - | 2007 YS54                | 31 dicembre 2007  | CSS                    |
| 364778 - | 2007 YF67                | 18 dicembre 2007  | Mt. Lemmon Survey      |
| 364779 - | 2007 YT69                | 30 dicembre 2007  | Mt. Lemmon Survey      |
| 364780 - | 2007 YL71                | 16 dicembre 2007  | Mt. Lemmon Survey      |
| 364781 - | 2008 AB3                 | 7 gennaio 2008    | LUSS                   |
| 364782 - | 2008 AE3                 | 8 novembre 2007   | Mt. Lemmon Survey      |
| 364783 - | 2008 AJ5                 | 9 gennaio 2008    | LUSS                   |
| 364784 - | 2008 AS6                 | 10 gennaio 2008   | Mt. Lemmon Survey      |
| 364785 - | 2008 AR19                | 10 gennaio 2008   | Mt. Lemmon Survey      |
| 364786 - | 2008 AS30                | 10 gennaio 2008   | LINEAR                 |
| 364787 - | 2008 AY32                | 15 dicembre 2007  | CSS                    |
| 364788 - | 2008 AW44                | 10 gennaio 2008   | Spacewatch             |
| 364789 - | 2008 AM69                | 19 ottobre 2007   | Mt. Lemmon Survey      |
| 364790 - | 2008 AD71                | 21 novembre 2007  | Mt. Lemmon Survey      |
| 364791 - | 2008 AC74                | 10 gennaio 2008   | CSS                    |
| 364792 - | 2008 AV78                | 12 gennaio 2008   | Spacewatch             |
| 364793 - | 2008 AH81                | 12 gennaio 2008   | Spacewatch             |
| 364794 - | 2008 AX89                | 13 gennaio 2008   | Spacewatch             |
| 364795 - | 2008 AK92                | 14 gennaio 2008   | Spacewatch             |
| 364796 - | 2008 AD99                | 31 dicembre 2007  | Spacewatch             |
| 364797 - | 2008 AC100               | 14 gennaio 2008   | Spacewatch             |
| 364798 - | 2008 AJ100               | 14 gennaio 2008   | Spacewatch             |
| 364799 - | 2008 AE107               | 15 gennaio 2008   | Spacewatch             |
| 364800 - | 2008 AX115               | 11 gennaio 2008   | Spacewatch             |

## 364801-364900
| Nome              | Designazione provvisoria | Data di scoperta  | Scopritore             |
| ----------------- | ------------------------ | ----------------- | ---------------------- |
| 364801 -          | 2008 AL129               | 11 gennaio 2008   | Spacewatch             |
| 364802 -          | 2008 AN134               | 3 gennaio 2008    | LUSS                   |
| 364803 -          | 2008 AB136               | 11 gennaio 2008   | Mt. Lemmon Survey      |
| 364804 -          | 2008 AC136               | 12 gennaio 2008   | CSS                    |
| 364805 -          | 2008 BH6                 | 16 gennaio 2008   | Spacewatch             |
| 364806 -          | 2008 BL10                | 30 giugno 2005    | Spacewatch             |
| 364807 -          | 2008 BC13                | 19 gennaio 2008   | Mt. Lemmon Survey      |
| 364808 -          | 2008 BC16                | 28 gennaio 2008   | LUSS                   |
| 364809 -          | 2008 BZ17                | 30 gennaio 2008   | CSS                    |
| 364810 -          | 2008 BG18                | 30 gennaio 2008   | Mt. Lemmon Survey      |
| 364811 -          | 2008 BL19                | 30 gennaio 2008   | Spacewatch             |
| 364812 -          | 2008 BS25                | 30 gennaio 2008   | CSS                    |
| 364813 -          | 2008 BL36                | 30 gennaio 2008   | Spacewatch             |
| 364814 -          | 2008 BA41                | 31 gennaio 2008   | OAM                    |
| 364815 -          | 2008 BO41                | 30 gennaio 2008   | CSS                    |
| 364816 -          | 2008 BY48                | 30 gennaio 2008   | Mt. Lemmon Survey      |
| 364817 -          | 2008 BJ50                | 14 novembre 2007  | Mt. Lemmon Survey      |
| 364818 -          | 2008 CN                  | 1º febbraio 2008  | Endate, K.             |
| 364819 -          | 2008 CB2                 | 2 febbraio 2008   | Young, J. W.           |
| 364820 -          | 2008 CZ6                 | 31 dicembre 2007  | Mt. Lemmon Survey      |
| 364821 -          | 2008 CV14                | 20 dicembre 2007  | Mt. Lemmon Survey      |
| 364822 -          | 2008 CF15                | 3 febbraio 2008   | Spacewatch             |
| 364823 -          | 2008 CN15                | 11 novembre 2007  | Mt. Lemmon Survey      |
| 364824 -          | 2008 CA17                | 3 febbraio 2008   | Spacewatch             |
| 364825 -          | 2008 CY19                | 6 febbraio 2008   | CSS                    |
| 364826 -          | 2008 CE35                | 2 febbraio 2008   | Spacewatch             |
| 364827 -          | 2008 CW52                | 18 gennaio 2008   | Mt. Lemmon Survey      |
| 364828 -          | 2008 CL61                | 7 febbraio 2008   | Mt. Lemmon Survey      |
| 364829 -          | 2008 CL71                | 6 febbraio 2008   | CSS                    |
| 364830 -          | 2008 CR73                | 6 febbraio 2008   | CSS                    |
| 364831 -          | 2008 CJ92                | 8 febbraio 2008   | Spacewatch             |
| 364832 -          | 2008 CC108               | 2 febbraio 2008   | Spacewatch             |
| 364833 -          | 2008 CV113               | 10 febbraio 2008  | Spacewatch             |
| 364834 -          | 2008 CD116               | 8 febbraio 2008   | Bickel, W.             |
| 364835 -          | 2008 CY120               | 6 febbraio 2008   | CSS                    |
| 364836 -          | 2008 CK124               | 7 febbraio 2008   | Mt. Lemmon Survey      |
| 364837 -          | 2008 CO129               | 8 febbraio 2008   | Spacewatch             |
| 364838 -          | 2008 CU132               | 8 febbraio 2008   | Spacewatch             |
| 364839 -          | 2008 CA142               | 8 febbraio 2008   | Spacewatch             |
| 364840 -          | 2008 CQ143               | 8 febbraio 2008   | Spacewatch             |
| 364841 -          | 2008 CE144               | 8 febbraio 2008   | Spacewatch             |
| 364842 -          | 2008 CZ152               | 14 dicembre 2007  | Mt. Lemmon Survey      |
| 364843 -          | 2008 CQ157               | 9 febbraio 2008   | CSS                    |
| 364844 -          | 2008 CF158               | 9 febbraio 2008   | CSS                    |
| 364845 -          | 2008 CS171               | 12 febbraio 2008  | Spacewatch             |
| 364846 -          | 2008 CW184               | 14 febbraio 2008  | Siding Spring Survey   |
| 364847 -          | 2008 CA195               | 13 febbraio 2008  | Mt. Lemmon Survey      |
| 364848 -          | 2008 CA197               | 8 febbraio 2008   | Spacewatch             |
| 364849 -          | 2008 CJ200               | 12 febbraio 2008  | Mt. Lemmon Survey      |
| 364850 -          | 2008 CJ201               | 2 febbraio 2008   | Mt. Lemmon Survey      |
| 364851 -          | 2008 CT202               | 8 febbraio 2008   | Spacewatch             |
| 364852 -          | 2008 CP209               | 3 febbraio 2008   | CSS                    |
| 364853 -          | 2008 CK212               | 7 febbraio 2008   | Mt. Lemmon Survey      |
| 364854 -          | 2008 DV6                 | 24 febbraio 2008  | Mt. Lemmon Survey      |
| 364855 -          | 2008 DZ7                 | 10 febbraio 2008  | Spacewatch             |
| 364856 -          | 2008 DV10                | 18 novembre 2007  | Mt. Lemmon Survey      |
| 364857 -          | 2008 DZ10                | 26 febbraio 2008  | Spacewatch             |
| 364858 -          | 2008 DE16                | 27 febbraio 2008  | CSS                    |
| 364859 -          | 2008 DG16                | 27 febbraio 2008  | Spacewatch             |
| 364860 -          | 2008 DP18                | 26 febbraio 2008  | Mt. Lemmon Survey      |
| 364861 -          | 2008 DQ21                | 28 febbraio 2008  | CSS                    |
| 364862 -          | 2008 DB30                | 26 febbraio 2008  | Mt. Lemmon Survey      |
| 364863 -          | 2008 DF31                | 27 febbraio 2008  | Spacewatch             |
| 364864 -          | 2008 DX36                | 27 febbraio 2008  | Spacewatch             |
| 364865 -          | 2008 DS37                | 27 febbraio 2008  | Mt. Lemmon Survey      |
| 364866 -          | 2008 DZ48                | 29 febbraio 2008  | CSS                    |
| 364867 -          | 2008 DQ49                | 29 febbraio 2008  | Mt. Lemmon Survey      |
| 364868 -          | 2008 DR52                | 29 febbraio 2008  | Mt. Lemmon Survey      |
| 364869 -          | 2008 DJ56                | 17 novembre 2007  | Spacewatch             |
| 364870 -          | 2008 DP57                | 28 febbraio 2008  | CSS                    |
| 364871 -          | 2008 DU63                | 28 febbraio 2008  | Mt. Lemmon Survey      |
| 364872 -          | 2008 DF70                | 18 febbraio 2008  | CSS                    |
| 364873 -          | 2008 DJ76                | 28 febbraio 2008  | Mt. Lemmon Survey      |
| 364874 -          | 2008 DH84                | 27 febbraio 2008  | Spacewatch             |
| 364875 Hualookeng | 2008 DP89                | 29 febbraio 2008  | PMO NEO Survey Program |
| 364876 -          | 2008 EJ4                 | 29 febbraio 2008  | PMO NEO Survey Program |
| 364877 -          | 2008 EM9                 | 9 marzo 2008      | Siding Spring Survey   |
| 364878 -          | 2008 EU11                | 1º marzo 2008     | Spacewatch             |
| 364879 -          | 2008 EP25                | 3 marzo 2008      | PMO NEO Survey Program |
| 364880 -          | 2008 ET29                | 4 marzo 2008      | Mt. Lemmon Survey      |
| 364881 -          | 2008 EG30                | 16 novembre 2006  | Spacewatch             |
| 364882 -          | 2008 ER38                | 1º marzo 2008     | Spacewatch             |
| 364883 -          | 2008 EU38                | 10 febbraio 2008  | Spacewatch             |
| 364884 -          | 2008 EF39                | 18 settembre 2006 | CSS                    |
| 364885 -          | 2008 EJ43                | 4 marzo 2008      | Mt. Lemmon Survey      |
| 364886 -          | 2008 EL49                | 6 marzo 2008      | Spacewatch             |
| 364887 -          | 2008 EU56                | 18 febbraio 2008  | Mt. Lemmon Survey      |
| 364888 -          | 2008 EN57                | 18 febbraio 2008  | Mt. Lemmon Survey      |
| 364889 -          | 2008 EQ57                | 7 marzo 2008      | Spacewatch             |
| 364890 -          | 2008 EF62                | 9 marzo 2008      | Mt. Lemmon Survey      |
| 364891 -          | 2008 EO62                | 9 marzo 2008      | Mt. Lemmon Survey      |
| 364892 -          | 2008 EY69                | 4 marzo 2008      | Mt. Lemmon Survey      |
| 364893 -          | 2008 ER71                | 6 marzo 2008      | Mt. Lemmon Survey      |
| 364894 -          | 2008 EZ72                | 7 marzo 2008      | Spacewatch             |
| 364895 -          | 2008 EX76                | 7 marzo 2008      | Spacewatch             |
| 364896 -          | 2008 ET78                | 8 marzo 2008      | Mt. Lemmon Survey      |
| 364897 -          | 2008 EU79                | 9 marzo 2008      | Mt. Lemmon Survey      |
| 364898 -          | 2008 EG86                | 7 marzo 2008      | CSS                    |
| 364899 -          | 2008 EU105               | 6 marzo 2008      | Mt. Lemmon Survey      |
| 364900 -          | 2008 EF107               | 6 marzo 2008      | Mt. Lemmon Survey      |

## 364901-365000
| Nome     | Designazione provvisoria | Data di scoperta  | Scopritore        |
| -------- | ------------------------ | ----------------- | ----------------- |
| 364901 - | 2008 EX110               | 1º marzo 2008     | Spacewatch        |
| 364902 - | 2008 EW121               | 9 marzo 2008      | Spacewatch        |
| 364903 - | 2008 EZ122               | 9 marzo 2008      | Spacewatch        |
| 364904 - | 2008 EW129               | 11 marzo 2008     | Spacewatch        |
| 364905 - | 2008 EY130               | 7 ottobre 2005    | CSS               |
| 364906 - | 2008 EE132               | 11 marzo 2008     | Spacewatch        |
| 364907 - | 2008 EJ135               | 11 marzo 2008     | Spacewatch        |
| 364908 - | 2008 EF136               | 11 marzo 2008     | Spacewatch        |
| 364909 - | 2008 EY140               | 12 marzo 2008     | Spacewatch        |
| 364910 - | 2008 EZ146               | 7 marzo 2008      | Nyukasa           |
| 364911 - | 2008 ER148               | 2 marzo 2008      | Spacewatch        |
| 364912 - | 2008 EM149               | 4 marzo 2008      | Mt. Lemmon Survey |
| 364913 - | 2008 EL150               | 10 marzo 2008     | Spacewatch        |
| 364914 - | 2008 EF153               | 11 marzo 2008     | Mt. Lemmon Survey |
| 364915 - | 2008 ED154               | 15 marzo 2008     | Mt. Lemmon Survey |
| 364916 - | 2008 ES154               | 13 marzo 2008     | Mt. Lemmon Survey |
| 364917 - | 2008 EQ156               | 10 marzo 2008     | Spacewatch        |
| 364918 - | 2008 EX157               | 19 maggio 2004    | CINEOS            |
| 364919 - | 2008 EY160               | 2 marzo 2008      | Spacewatch        |
| 364920 - | 2008 ED161               | 5 marzo 2008      | Mt. Lemmon Survey |
| 364921 - | 2008 EV161               | 10 marzo 2008     | Spacewatch        |
| 364922 - | 2008 EA162               | 28 febbraio 2008  | Spacewatch        |
| 364923 - | 2008 FF2                 | 25 marzo 2008     | Spacewatch        |
| 364924 - | 2008 FK9                 | 26 marzo 2008     | Spacewatch        |
| 364925 - | 2008 FK13                | 26 marzo 2008     | Mt. Lemmon Survey |
| 364926 - | 2008 FG24                | 27 marzo 2008     | Spacewatch        |
| 364927 - | 2008 FY25                | 27 marzo 2008     | Spacewatch        |
| 364928 - | 2008 FB47                | 28 marzo 2008     | Mt. Lemmon Survey |
| 364929 - | 2008 FT49                | 28 marzo 2008     | Mt. Lemmon Survey |
| 364930 - | 2008 FX56                | 28 marzo 2008     | Mt. Lemmon Survey |
| 364931 - | 2008 FT64                | 28 marzo 2008     | Spacewatch        |
| 364932 - | 2008 FQ67                | 28 marzo 2008     | Mt. Lemmon Survey |
| 364933 - | 2008 FU71                | 30 marzo 2008     | Spacewatch        |
| 364934 - | 2008 FX74                | 15 dicembre 2006  | Spacewatch        |
| 364935 - | 2008 FG82                | 1º marzo 2008     | Spacewatch        |
| 364936 - | 2008 FQ95                | 29 marzo 2008     | Mt. Lemmon Survey |
| 364937 - | 2008 FB109               | 31 marzo 2008     | Mt. Lemmon Survey |
| 364938 - | 2008 FJ114               | 31 marzo 2008     | Mt. Lemmon Survey |
| 364939 - | 2008 FV114               | 12 marzo 2008     | Spacewatch        |
| 364940 - | 2008 FW117               | 31 marzo 2008     | Spacewatch        |
| 364941 - | 2008 FN118               | 31 marzo 2008     | Mt. Lemmon Survey |
| 364942 - | 2008 FT120               | 11 marzo 2008     | Mt. Lemmon Survey |
| 364943 - | 2008 FK124               | 30 marzo 2008     | Spacewatch        |
| 364944 - | 2008 FX127               | 28 marzo 2008     | Spacewatch        |
| 364945 - | 2008 GQ6                 | 1º aprile 2008    | Spacewatch        |
| 364946 - | 2008 GV17                | 4 aprile 2008     | Spacewatch        |
| 364947 - | 2008 GM18                | 4 aprile 2008     | Mt. Lemmon Survey |
| 364948 - | 2008 GQ23                | 26 febbraio 2003  | CINEOS            |
| 364949 - | 2008 GQ29                | 3 aprile 2008     | Mt. Lemmon Survey |
| 364950 - | 2008 GT33                | 3 aprile 2008     | Mt. Lemmon Survey |
| 364951 - | 2008 GE57                | 5 aprile 2008     | Spacewatch        |
| 364952 - | 2008 GE70                | 6 aprile 2008     | Mt. Lemmon Survey |
| 364953 - | 2008 GS70                | 7 aprile 2008     | Spacewatch        |
| 364954 - | 2008 GE80                | 31 marzo 2008     | Mt. Lemmon Survey |
| 364955 - | 2008 GK81                | 7 aprile 2008     | Spacewatch        |
| 364956 - | 2008 GN82                | 28 marzo 2008     | Spacewatch        |
| 364957 - | 2008 GR86                | 31 marzo 2008     | Mt. Lemmon Survey |
| 364958 - | 2008 GC88                | 6 aprile 2008     | Spacewatch        |
| 364959 - | 2008 GD94                | 7 aprile 2008     | Spacewatch        |
| 364960 - | 2008 GJ105               | 3 ottobre 2005    | CSS               |
| 364961 - | 2008 GB107               | 9 febbraio 2008   | Mt. Lemmon Survey |
| 364962 - | 2008 GZ122               | 13 aprile 2008    | Spacewatch        |
| 364963 - | 2008 GV126               | 14 aprile 2008    | Mt. Lemmon Survey |
| 364964 - | 2008 GM132               | 13 aprile 2008    | Mt. Lemmon Survey |
| 364965 - | 2008 GJ139               | 3 aprile 2008     | Mt. Lemmon Survey |
| 364966 - | 2008 GH141               | 15 aprile 2008    | Spacewatch        |
| 364967 - | 2008 GN145               | 7 aprile 2008     | Spacewatch        |
| 364968 - | 2008 HA3                 | 7 aprile 2008     | Bickel, W.        |
| 364969 - | 2008 HF3                 | 28 aprile 2008    | Mt. Lemmon Survey |
| 364970 - | 2008 HG6                 | 14 settembre 2005 | Spacewatch        |
| 364971 - | 2008 HU14                | 4 aprile 2008     | CSS               |
| 364972 - | 2008 HC20                | 26 aprile 2008    | Spacewatch        |
| 364973 - | 2008 HS21                | 5 aprile 2008     | Spacewatch        |
| 364974 - | 2008 HN22                | 26 aprile 2008    | Spacewatch        |
| 364975 - | 2008 HB25                | 27 aprile 2008    | Spacewatch        |
| 364976 - | 2008 HO25                | 27 aprile 2008    | Spacewatch        |
| 364977 - | 2008 HD38                | 30 aprile 2008    | Mt. Lemmon Survey |
| 364978 - | 2008 HQ42                | 12 marzo 2008     | Spacewatch        |
| 364979 - | 2008 HX46                | 16 aprile 2008    | Mt. Lemmon Survey |
| 364980 - | 2008 HM54                | 29 aprile 2008    | Spacewatch        |
| 364981 - | 2008 HE59                | 30 aprile 2008    | Mt. Lemmon Survey |
| 364982 - | 2008 HN62                | 30 aprile 2008    | Spacewatch        |
| 364983 - | 2008 HP65                | 29 aprile 2008    | LINEAR            |
| 364984 - | 2008 HB66                | 30 aprile 2008    | Mt. Lemmon Survey |
| 364985 - | 2008 HS67                | 30 aprile 2008    | Mt. Lemmon Survey |
| 364986 - | 2008 JR2                 | 3 maggio 2008     | Spacewatch        |
| 364987 - | 2008 JY8                 | 1º maggio 2008    | CSS               |
| 364988 - | 2008 JZ10                | 3 maggio 2008     | Spacewatch        |
| 364989 - | 2008 JT12                | 3 maggio 2008     | Spacewatch        |
| 364990 - | 2008 JD18                | 4 maggio 2008     | Spacewatch        |
| 364991 - | 2008 JL33                | 10 aprile 2008    | Spacewatch        |
| 364992 - | 2008 JG39                | 6 maggio 2008     | Mt. Lemmon Survey |
| 364993 - | 2008 KA                  | 16 maggio 2008    | Spacewatch        |
| 364994 - | 2008 KM1                 | 26 maggio 2008    | Spacewatch        |
| 364995 - | 2008 KE3                 | 25 dicembre 2005  | Spacewatch        |
| 364996 - | 2008 KF7                 | 26 maggio 2008    | Spacewatch        |
| 364997 - | 2008 KJ10                | 28 maggio 2008    | Mt. Lemmon Survey |
| 364998 - | 2008 KG12                | 1º aprile 2008    | Spacewatch        |
| 364999 - | 2008 KO13                | 3 maggio 2003     | Spacewatch        |
| 365000 - | 2008 KV16                | 27 maggio 2008    | Spacewatch        |